# Тюндюковское сельское поселение
Тюндюковское сельское поселение — упразднённое муниципальное образование, входившее в состав Бардымского муниципального района Пермского края. Административный центр — село Тюндюк.
Образовано в ноябре 2004 года в результате реформы местного самоуправления. В ноябре 2019 года упразднено путём включения в состав Бардымского муниципального округа.

## Население
По данным переписи 2010 года численность населения составила 1456 человек, в том числе 673 мужчины и 783 женщины.
В 2005 году численность населения составляла 1813 человек.

## Населённые пункты
| Название      | Тип населённого пункта       | Население, 2010 год | Почтовый индекс | ОКАТО          |
| ------------- | ---------------------------- | ------------------- | --------------- | -------------- |
| Тюндюк        | село, административный центр | 669                 | 618 161         | 57 204 804 001 |
| Аклуши        | село                         | 432                 | 618 161         | 57 204 804 002 |
| Верх-Шлык     | деревня                      | 144                 | 618 161         | 57 204 804 005 |
| Новая Казанка | деревня                      | 128                 | 618 161         | 57 204 804 004 |
| Старый Ашап   | деревня                      | 46                  | 618 161         | 57 204 804 003 |
| Новый Чад     | деревня                      | 37                  | 618 161         | 57 204 804 006 |